# Enno Rudolph Brenneysen
Enno Rudolph Brenneysen (* 26. Oktober 1669 in Esens; † 22. September 1734 in Aurich) war unter Georg Albrecht Kanzler Ostfrieslands.

## Leben
Brenneysen besuchte das Ulrichsgymnasium Norden. Nach dem Studium der Rechtswissenschaften in Halle trat Brenneysen 1697 als Regierungs- und Kanzleirat in den Landesdienst ein. 1708 wurde er Vizekanzler und 1720 schließlich Kanzler und Direktor des geheimen Rates. Unter der Herrschaft Georg Albrecht führte er relativ uneingeschränkt die Regierungsgeschäfte und versuchte in Ostfriesland ein System des religiös geprägten Absolutismus zu etablieren. Dies musste jedoch dazu führen, die schon bestehenden Spannungen zwischen dem Fürsten und den Ostfriesischen Ständen zu vertiefen. 1726/27 kam es daraufhin zum so genannten Appell-Krieg. Der Fürst ging zwar als Sieger aus diesem Konflikt hervor und selbst die an der Spitze der renitenten Stände stehende Stadt Emden unterwarf sich. Ausgerechnet Brenneysen wurde nun Verhandlungsführer des Grafenhauses. Sein schlechtes Verhandlungsgeschick vereitelte jedoch eine friedliche Einigung der an dem Konflikt beteiligten Parteien. Obwohl Kanzler und Fürst eine strenge Bestrafung der Renitenten forderten, wurden diese 1732 vom Kaiser amnestiert.

### Werke
Seine Dissertation Das Recht Evangelischer Fürsten In Theologischen Streitigkeiten (Digitalisat) wurde von 1696 von Christian Thomasius veröffentlicht.
Zu den Verdiensten Brenneysens gehört die Anfang des 18. Jahrhunderts von ihm niedergeschriebene „Ostfriesische Historie und Landesverfassung“. Digitalisat
Ferner übersetzte er das Tractat von Ostfrießland (Digitalisat) von Ubbo Emmius.

### Familie
Die Familie stammt ursprünglich aus der Pfalz sein Urgroßvater Johann Ludwig Brenneysen († 1627) war 1584 als Kabinettssekretär nach Ostfriesland gekommen. Dessen Sohn Enno Ludwig Benneysen wurde Amtmann zu Tidofeld und Jennelt.
Die Eltern von Enno Rudolph Brenneysen  waren Carl Johann Ludwig Brenneysen († 1682) und dessen Ehefrau Fennke Schlecht, die Tochter des Bäckers Wichmann Schlecht aus Esens. Er selbst heiratete 1699  Helene Sophie Becker (* 20. Juli 1676; † 1726), die Tochter des Advokaten Gottfried Becker (* 8. März 1643; † 20. Januar 1704), Amtmann in Esens, und der Friederike Scheibler (* 23. Oktober 1638; † 29. Januar 1711). Die Ehe blieb kinderlos. Sein Schwager Hartmann Christoph Becker (1681–1739) war Geheimer Rat und Vizekanzler in Aurich, zunächst Mitarbeiter von Brenneysen, dann zeitweilig sein Gegenspieler. Nach dem Tod seiner ersten Frau heiratete er 1727 in Aurich Foelke Isabella Tammena (* 10. März 1671; † 26. September 1758), sie war die Witwe des Administrators Hermann Arnold von Lengering († 1726). Sein Sohn Georg Karl Brenneysen (1730–1768) war von 1763 bis 1768 fürstlicher Regierungsrat.

## Auswirkungen
Als Fürst Georg Albrecht am 11. Juni 1734 starb, übernahm Carl Edzard im Alter von 18 Jahren die Amtsgeschäfte als letzter noch lebender Nachkomme von Georg Albrecht. Auch er konnte die Konflikte mit den Ständen jedoch nicht lösen.
Zu dieser Zeit wurden die Weichen für die Machtübernahme Preußens in Ostfriesland gestellt. Eine bedeutende Stellung hierbei nahm die Stadt Emden ein, die nach dem Appell-Krieg politisch isoliert und wirtschaftlich stark geschwächt war. Emden wollte seine Stellung als „ständische Hauptstadt“ und Handelsmetropole zurück und setzte dafür ab 1740 auf preußische Hilfe. Die wirtschaftliche Position und die bestehenden Privilegien Emdens sollten vertraglich gestützt werden, worauf die Ostfriesischen Stände im Gegenzug die preußische Anwartschaft in Ostfriesland anerkannten. Am 14. März 1744 wurden mit dem Abschluss von zwei Verträgen vornehmlich wirtschaftliche Regelungen vereinbart. Des Weiteren stützte sich Preußen auf das von Kaiser Leopold I. 1694 ausgestellte Recht auf Belehnung des Fürstentums Ostfriesland für den Fall fehlender männlicher Erben. Trotz des Widerstands des Königreichs Hannover sollte sich Preußen im Bemühen um Ostfriesland durchsetzen. Nach dem Tode des letzten Herrschers aus dem Hause Cirksena übernahm Friedrich der Große 1744 Ostfriesland.